# Trifolium dasyphyllum
Trifolium dasyphyllum är en ärtväxtart som beskrevs av John Torrey och Asa Gray. Trifolium dasyphyllum ingår i släktet klövrar, och familjen ärtväxter.

## Underarter
Arten delas in i följande underarter:
- T. d. anemophilum
- T. d. dasyphyllum
- T. d. uintense